# Turze (przystanek kolejowy)
Turze – zlikwidowany w 1945 roku przystanek osobowy i ładownia kolejowa w Turze, w gminie Czaplinek, w powiecie drawskim, w województwie zachodniopomorskim, w Polsce.